# Erwan et compagnie
Pour plus de détails, voir Fiche technique et Distribution.
Erwan et compagnie (en allemand : Erwan und Freunde) est un film suisse réalisé par Marc Décosterd, sorti en Suisse en 2004 et édité en DVD en 2005.

## Synopsis
Erwan est une brute, un jeune homme torturé et violent. Ce personnage qui ne connaît aucune limite va s'allier à une équipe de bras cassés afin de tourner un film. Pour trouver le financement nécessaire à leur projet, l'idée de commettre un hold-up s'impose rapidement à toute l'équipe. Mais entre les agissements outranciers du « héros » et une bande de truands qui se mêle à la fête, l'aventure vire à la cavale et au carnage.

## Fiche technique
- Titre original : Erwan et compagnie
- Titre allemand : Erwan und Freunde
- Production : Wake Up! Films
- Scénario et réalisation : Marc Décosterd
- Musique originale : Low Profile
- Pays d'origine :  Suisse
- Langue : Français
- Genre : comédie trash
- Durée : 81 minutes
- Dates de sortie :
  -  Suisse : 2004
  -  Suisse (DVD) : 2005
  -  France,  Belgique et  Luxembourg (DVD) : 4 février 2014 (en bonus dans l'édition DVD de Erwan et plus si affinités)

## Distribution
- Renaud Berger : Erwan
- Yannick Rosset : Yann
- Frédérique Leresche : Mina
- Gregory Lukac : Eric
- Marc Décosterd : Harry
- Emmanuel Moser : Vince
- Yannick Merlin : Richie
- Delphine Belfiore : Emma
- Marie-Aude Guignard : Sylvie
- Caroline Althaus : Sandra
- Laurent Lecoultre : Felippe
- Ariane Karcher : La maman
- Andrea Novicov : Le barman
- Carine Barbey : Maud
- Gennaro Belfiore : Le père au fusil
- Stéphane Rentznik : Le bras droit n°1
- Nicolas Pittet : le bras droit n°2
- Laurent Dauvister : Tony
- Anne-Catherine Savoy : La copine d'Eric
- Catherine Prince : La fille à la fenêtre

## Réception
À sa sortie, pourtant discrète, certains spectateurs sont choqués par l'humour noir de ce film qui mêle violence extrême, sexe et dialogues acerbes avec une bonne humeur assumée. La presse s'en fait l’écho, notamment dans le quotidien de La Côte qui s’offusque de la barbarie de certaines scènes. En revanche, dans l'hebdomadaire L'Hebdo, on y voit plutôt un reflet de la colère d'une génération et une cruelle caricature du monde actuel. Le film est remarqué par le producteur-réalisateur Xavier Ruiz qui décide de le distribuer en DVD, en Suisse romande et Suisse allemande, en l'agrémentant de sous-titres allemands. L'édition allemande prendra le titre Erwan und Freunde. Xavier Ruiz programmera également le film au festival Genève fait son cinéma; festival aujourd'hui disparu.

## À noter
- Le film a été tourné avec un budget symbolique puisqu'il a coûté moins de 30 000 Francs suisses.
- Le film a connu deux montages. Le premier, datant de 2001, n'a que peu rencontré le public et s'appelait alors Erwan & Co.. Le second, produit en 2004, fut agrémenté de nouvelles scènes tournées avec la comédienne Caroline Althaus. La bande originale fut intégralement recomposée par le duo helvétique Low Profile (déjà responsable de la musique de la première version).
- Le film est distribué (DVD) en Suisse par Pelican Films et Navarro Films, le tout chapeauté par Xavier Ruiz.
- Le film est interdit aux moins de 16 ans à cause de certaines scènes brutales ou à caractère sexuel et de dialogues parfois extrêmement violents.
- En 2011, la majeure partie du casting reprend du service dans la suite de Erwan et compagnie : Erwan et plus si affinités.